# Szentetornya megállóhely
Szentetornya megállóhely (korábban Orosháza külső megállóhely) egy Békés vármegyei vasúti megállóhely, Orosháza településen, a MÁV üzemeltetésében. Szentetornya városrész északkeleti részén helyezkedik el, közúti elérését a 4408-as útból kelet felé kiágazó 44 313-as számú mellékút biztosítja.

## Vasútvonalak
A megállóhelyet az alábbi vasútvonalak érintik:
- Kiskunfélegyháza–Orosháza-vasútvonal

## Kapcsolódó állomások
A megállóhelyhez az alábbi állomások vannak a legközelebb:
- Justhmajor megállóhely
- Gyopárosfürdő megállóhely

## Forgalom
| Járat        | Útvonal | Gyakoriság |
| ------------ | --- | ---------- |
| személyvonat | Szentes – Dónát – Pusztatemplom – Fábiánsebestyén – Újváros – Gádoros – Justhmajor – Szentetornya – Gyopárosfürdő – Orosháza | Napi 3 pár |